# Gád (Biblia)
Gád Jákobnak és Lea szolgálójának, Zilpának a fia, Ásér testvérbátyja (Teremtés könyve 30:9–13), Jákob fiai között a hetedik. Jákob Egyiptomba költözésekor már neki is hét fia volt (1Móz 46:16). Jákob áldása kiváló harcosként jellemzi: „rablóbandák szorongatják, de ő a sarkukban van, üldözi őket” (1Móz 49:19). A Második Törvénykönyv (33:20) oroszlánhoz hasonlítja.
A tizenkét pátriárka testamentuma című apokrif iratban Gád a neki tulajdonított végrendelet elején elmondja, hogy minden ragadozó állatot puszta kézzel ölt meg, amelyek apja nyáját fenyegették, és hogy lelkében gyilkos gyűlölet vert fészket öccse, József iránt, amikor az igaztalanul befeketítette őt és fivéreit Jákob előtt. Júdával együtt ő adta el Józsefet az izmaelita kalmároknak, ráadásul a kapott pénz harmadát el is titkolták fivéreik elől. Ezek kapcsán inti a fiait az irigység és a gyűlölség kerülésére.

## Kapcsolódó szócikk
- Az ókori Izrael törzsei